# Cypholophus gjellerupii
Cypholophus gjellerupii är en nässelväxtart som beskrevs av H. Winkl.. Cypholophus gjellerupii ingår i släktet Cypholophus och familjen nässelväxter. Inga underarter finns listade i Catalogue of Life.